# 内浦村 (新潟県)
内浦村（うちうらむら）は、かつて新潟県佐渡郡にあった村。

## 地理
- 島嶼：佐渡島

## 沿革
- 1889年（明治22年）4月1日 - 町村制施行に伴い加茂郡北五十里村、白瀬村、玉川村、坊ケ崎村、和木村、馬首村、北松ケ崎村、平松村、浦川村、歌見村が合併し、内浦村が発足。
- 1893年（明治26年）2月3日 - 大字北五十里を分離し、加茂郡羽吉村に編入。
- 1896年（明治29年）4月1日 - 郡の統合により佐渡郡に所属[1]。
- 1901年（明治34年）11月1日 - 佐渡郡加茂歌代村（一部）、梅津村、羽吉村と合併し、加茂村となり消滅。